# شاهر أبو شحوت
شاهر يوسف فياض أبو شحوت، أبوجبار، (17 كانون الثاني 1926 - 12 نوفمبر 1989)، ضابط أردني ساهم بتأسيس حركة الضباط الأحرار (الأردن) عام 1951 وكان رئيسا لهذه الحركة حتى عام 1957.، وقد أصبح قائدا لسلاح المدفعية الملكية الأردنية عام 1956 ثم قائدا للواء الهاشمي في عام 1957 وهو برتبة مقدم. حكم عليه بالسجن عشر سنوات وأفرج عنه بالعفو العام سنة 1964. ساهم بتأسيس جبهة التحرير العربية وتسلم قيادتها العسكرية عام 1969. أقام في بغداد في الفترة ما بين 1970 إلى 1975 حيث عمل فيها مديرا لمكتب فلسطين والكفاح المسلح في القيادة القومية لحزب البعث العربي الإشتراكي. أصابته جلطة دماغية عام 1978 وتكون عنده بأثرها شلل نصفي في الجانب الأيسر. وعاش بعدها متقاعدا في منزله في عمان إلى وقت وفاته.

## نشأته
ولد في المملكة الأردنية الهاشمية، في مدينة السلط، في حي الجدعة. وذلك في بيت مرزوق النبر الذي كان والده يوسف فياض ابوشحوت يسكنة بالأيجار. كان والده وكيل ضابط في الجيش العربي، حيث كان يشغل وكيل القوة في معسكر الجيش العربي في محطة عمان. ووالدته حبيبة زكريا شركسية الأصول من عمان. نشأ في حي الضباط في المحطة، والتحق بمدرسة الفتح في المعسكر، والتي كان يديرها الشيخ وفيق العمري إلى أن أنهى الصف الثالث الابتدائي، وليتم نقله بعدها إلى المدرسة العبدلية في شارع خرفان بجبل عمان ليدرس بها الصفوف الرابع والخامس. وبعدها إلى مدرسة ثانوية عمان حيث درس الصفوف السادس حتى الثاني ثانوي.

## التحاقه بالجيش
في شهر نيسان من عام 1944، وبعد أن أنهى المدرسة، تقدم لفحص للانضمام إلى صفوف الجيش العربي (القوات المسلحة الأردنية)برتبه مرشح ضابط، رافضا رغبة والده بالالتحاق بالجامعة لدراسة الطب. وكان أحد ثلاثة نجحوا في مراحل الفحص، اللياقة البدنية والثقافة. نجح معه وقتها عامر خماش الذي استمر ليصبح مستشارا شخصيا للملك الحسين، كما نجح معه ذيب علاوي الذي توفي عام 1951 بعد وصوله لرتبه ملازم أول. وكانت مقابلة تعينه مع كلوب باشا الذي توسط لدى والده ليتم تعينه في 24 نيسان 1944.
وبعد بضعة أيام قضاها بالتدريب الأولي، والتجهيز باللوازم العسكرية من لباس وسلاح، أنتقل مع قافلة من المستجدين من معسكر المحطة إلى معسكر تدريب الجيش العربي في صرفند في فلسطين على الطريق ما بين الرملة ويافا حيث التحقوا بسرية التفريز التي كانت تتألف من المجندين الجدد قبل توزيعهم على الوحدات المختلفة لدى كل من قوات الحامية الأولى في فلسطين وقوات الحامية الثانية في العراق.

### خدمته في فلسطين
خدم بداية في معسكر صرفند تحت قيادة ضابط بريطاني برتبة رائد يدعى "سميث"، وكان ضباط السرية يتألفون من الملازم الأول صادق الشرع، والملازمين قاسم العايد، ومحمد أحمد سليم، وصالح الشرع. وكانت سريته تُدرب من قبل كل من قاسم كريشان، وفريد متري، ومحمد الحاج عبد الله، ويوسف نصار. وقد تم فرز أبو شحوت تحت تدريب فريد متري.
بعد انتهاء مدة التدريب على حركات المشاة، التحق بدورة تدريب حربي بمستوى سرية مشاة في المعركة في معسكرات الجيش البريطاني قريب من مقان النبي روبين؛ حيث أخذ تدريب مكثف على الأسلحة الخفيفة، والمتوسطة، والبنادق والقنابل اليدوية. والتقى في هذه الدورة مع وصفي التل، الذي كان وقتها ضابطا متطوعا بالجيش البريطاني، والذي أسر له وقتها برغبته بالانتقال إلى الجيش العربي.
ومع بداية علم 1945 أنهى أبو شحوت فترة تدريبه وتم نقله إلى سرية المشاة الأولى في الخي الشرقي في حيفا. كان واجب هذه السرية حراسة البواخر الضخمة والقطع الحربية أثناء رسوها خارج الميناء. وكانت السرية تستخدم القوارب البخارية للتنقل بين السفن والصعود عليها لتفتيشها. ضمن تلك الفترة تميز أبو شحوت بطلبه الدائم لزيادة مناوبات فرقته حيث كان الجنود تحت أمرته الأكثر نشاطا.
مع مرور الأاسابيع والأشهر بدأ أبو شحوت يتخذ نهجا تصادميا مع قياداته الإنجليزية. وكان الأمر يصل بسرعة إلى تبادل السباب ورفع الاسلحة ولهذا كان يتم نقله من مكان إلى آخر بصورة سريعة، فتم نقله إلى اللطرون وبعدها إلى قاعدة عاقر الجوية القريبة من يافا ثم إلى معسكر اللد وبعدها إلى باب الخليل في القدس وبعدها إلى عمان لفترة بسيطة، ليعاد نقله إلى حيفا. وفي هذه الأخيرة وقعت سريته مجاورة لمستعمرة يهودية. وحدث وقتها أن هاجم المستعمرون بعض البيوت العربية المسيحية القريبة من المعسكر، وليقوم فورا أبو شحوت بجمع رجاله والهجوم على المستعمرة مطالبا بتسليم المستعمرين. ولكن تدخل قائد السرية البريطاني الرائد واطسون وأخرجه من المستعمرة. ومنذ ذلك الوقت أطلق عليه رجاله لقب أبو جبار، اللقب الذي لازمه لباقي حياته.

## حركة الضباط الأحرار
شارك بتأسيس حركة الضباط الأحرار الأردنيين، وانتخب رئيساً لهذا التنظيم الذي كان يهدف لتعريب قيادة الجيش الأردني، وإلغاء المعاهدة الأردنية البريطانية.

## سجنه
اتهم أبو شحوت بعد ذلك بمحاولة الانقلاب على النظام الملكي في الأردن، ورغم عدم وجود اتفاق إلى الآن حول حدوث انقلاب من الأساس، إلا أنه تمت محاكمته، وتم اعتقاله لمدة تتجاوز السبع سنوات في معتقل الجفر في جنوب العاصمة الأردنية عمان. خرج من المعتقل إثر إصدار الملك الحسين بن طلال لعفو عام شمل شاهر أبو شحوت ورفاقه من أعضاء حركة الضباط الأحرار الأردنيين.